# For Those About to Rock We Salute You
Albums de AC/DC
Back in Black
(1980) Flick of the Switch
(1983)
Singles
1. Let's Get It Up
Sortie : 1981
2. For Those About to Rock (We Salute You)
Sortie : 1982
3. Put the Finger on You
Sortie : 1982

For Those About to Rock We Salute You est le septième album du groupe de hard rock australien AC/DC. Il est sorti le 23 novembre 1981 sur le label Atlantic Records et produit par Robert "Mutt" Lange.

## Historique
Enregistré en 1981 à Paris, il a souffert de la comparaison avec l'album précédent, Back in Black, mais a cependant lui-même été un succès.
Il s'est vendu à plus de 12 millions d'exemplaires à travers le monde dont 4 millions aux États-Unis. Il est le premier album d'AC/DC à atteindre la place de numéro 1 dans les classements américains du Billboard Magazine, ce que fera également leur album Black Ice en 2008.
C'est le troisième et dernier album d'AC/DC produit par Robert Lange, le groupe décidant de produire lui-même ses futur albums.
Pour le titre de l'album et de la chanson éponyme, Angus s'est inspiré d'un livre sur les gladiateurs intitulé For Those About to Die, We Salute You, traduction de la formule latine « Ave Caesar, morituri te salutant », prononcée par les gladiateurs avant un combat dans l'arène.
L'album fut remasterisé en 2003 comme quasiment tous les albums d'AC/DC.

## Liste des titres
Toutes les chansons ont été écrites par Malcolm Young, Angus Young et Brian Johnson.
| 1. | For Those About to Rock (We Salute You)                                               | 5:44 |
| 2. | Put The Finger On You (renommée I Put The Finger On You sur les dernières rééditions) | 3:26 |
| 3. | Let's Get It Up                                                                       | 3:54 |
| 4. | Inject The Venom                                                                      | 3:31 |
| 5. | Snowballed                                                                            | 3:25 |

| 6.  | Evil Walks               | 4:24 |
| 7.  | C.O.D.                   | 3:20 |
| 8.  | Breaking The Rules       | 4:23 |
| 9.  | Night of The Long Knives | 3:25 |
| 10. | Spellbound               | 4:39 |